# Грейси (фильм)
«Грейси» (англ. Gracie) — спортивная драма 2007 года режиссёра Дэвиса Гуггенхайма.

## Сюжет
В 1978 году 15-летняя Грейси переживает гибель брата-футболиста в автокатастрофе. Чтобы почтить его память, она ставит цель занять место в футбольной команде.

## В ролях
| Актёр            | Роль                      |
| ---------------- | ------------------------- |
| Карли Шредер     | Грейси Боуэн              |
| Дермот Малруни   | Брайан Боуэн отец Грейси  |
| Элизабет Шу      | Линдсей Боуэн мать Грейси |
| Джесси Ли Соффер | Джонни Боуэн              |
| Кристофер Шенд   | Кайл Родс                 |
| Эмма Белл        | Кейт Дорсет               |
| Джон Доман       | тренер Коласанти          |
| Эндрю Шу         | тренер Оуэн Кларк         |

## Награды и номинации
- 2007 — премия «Heartland Film Festival» — «Truly Moving Sound Award»
- 2007 — номинация на премию «Спутник» — «Best Youth DVD»[3]
- 2008 — номинация на премию «Golden Trailer Awards» — «Golden Fleece»

## Отзывы
Фильм получил преимущественно положительные и смешанные отзывы кинокритиков. На сайте Rotten Tomatoes у фильма 60 % положительных рецензий из 92. На Metacritic — 52 балла из 100 на основе 25 рецензий.